# Керчем
Керчем (мальт. Kerċem) — деревня на острове Гоцо, Мальта, с населением 1665 человека (ноябрь 2005).
Деревня Керчем лежит на юго-востоке от города Виктория между живописной долиной Лунзьята и холмами Тал-Микста, Ар-Илма и Тадбиэги и упирается в скалу Шленди. Эти живописные места вокруг деревни привлекают туда множество художников-пейзажистов.
Археологические раскопки в этой местности указывают на то, что район был заселён людьми ещё в период Гхар-Далам, т.е. 7400 лет назад. Древнейшими памятниками истории здесь являются римские термы и катакомбы, а также дошедшее до наших дней раннехристианское кладбище.
Деревня стала активно развиваться в средние века, разрастаясь в основном вокруг древней часовни в честь папы римского Григория Великого, построенной около 1581 года. Деревня приобрела большее значение, когда стала устраиваться традиционная ежегодная процессия в честь Григория Великого из церкви в Рабате в эту деревенскую часовню, совершавшаяся 12 марта. В 1851 году часовня была перестроена в приходскую церковь, а в начале XX века ещё более расширилась за счёт новых построек. В 1885 году церковь также была посвящена Деве Марии Помощницы, что сделало её единственным храмом на Гоцо, посвященным двум святым. В настоящее время празднество в честь Девы Марии является основным религиозным событием в деревне и совершается во второе воскресение июля.
В сельской местности Сан-Раффлу, находящийся в непосредственной близости от Керчема, ежегодно проводится ярмарка Адира, которая является популярным местом для семейного времяпрепровождения. Колорит ярмарке придают традиционная музыка, еда и напитки, а также различные конкурсы и прочие развлечения.